# Hans Peter Barfod
Hans Peter Barfod (11. maj 1834 – 4. september 1892) var hospitalsforstander og udgiver af Søren Kierkegaards efterladte papirer.
Født 11. maj 1834 i Køge som søn af købmand Christian Severin Barfoed (1804-1857) og Johanne Marie Grouleff (1810-1874). Død 4. sept. 1892 i Aalborg.
Gift 24. sept. 1868 i Ulfborg med Marie Cathrine Tang (1840-1928), datter af etatsråd Andreas Evald Meinert Tang (1803-1868) og Molly Elise Fenger (1807-1885).
Efter diverse kontoristjobs tog Hans Peter Barfod 1854 dansk juridisk eksamen og blev 1855 fuldmægtig hos by- og herredsfogeden i Nykøbing Sjælland. Tog 1861 til Aalborg for 1861-64 at udgive et nyt, nationalliberalt blad kaldet Aalborgposten, som skulle modarbejde Aalborg Stiftstidende.
Barfod blev 1865 amanuensis, senere stiftskasserer hos biskop Peter Christian Kierkegaard i Aalborg, hvor han for biskoppen bl.a. ordnede broderen Søren Kierkegaards efterladte papirer. 1869-77 udgav han de tre første bind af Søren Kierkegaards "Efterladte Papirer" for årene 1833-47 (udgivelsesarbejdet blev fortsat af den tyskfødte H. Gottsched). Dette pionérarbejde, som Barfod tog meget alvorligt, er han siden blevet meget kritiseret for på grund af sin hårdhændede metode, hvor han bl.a. rettede i Kierkegaards tekst og noterede kommentarer til bogtrykkeren direkte i de originale manuskripter.
I 1875 blev Barfod udnævnt til hospitalsforstander for Aalborg Kloster, et arbejde han med stor interesse fortsatte med indtil sin pludselige død 1892.
Han var meget historisk interesseret og igangsatte 1878 en restaurering af det gamle Helligåndskloster samt medvirkede til stiftelsen af Aalborg Historiske Museum og Samfundet for dansk genealogi og Personalhistorie. Udgav i 1860 en rejsebeskrivelse fra Tyskland og Schweiz "Fra en Rejse" samt i øvrigt en del mindre afhandlinger og digte.

## Udgivelser
- Efter en Reise, 277 sider, 1861
- Af Søren Kierkegaards efterladte Papirer (1833-47 i 3 bind) med indledende Notiser ved H.P. Barfod, 1869-77
- Om Aalborgs Hellig-Aands-Hus: det nuværende Hospital : et Par Meddelelser i Anledning af Restavrationen i Sommeren 1878, 41 sider, 1878
- Til Minde om Biskop Peter Christian Kierkegaard, Født 6. Juli 1805, død 24. Febr. 1888, og hans Jordefærd 1. Marts 1888, 122 sider, 1888

## Eksterne kilder og henvisninger
- Hans Peter Barfod på gravsted.dk
- Dansk Biografisk Leksikon
- Frederik Birkedal-Barfod: Stamtavle over Slægten Barfod-Barfood-Barfoed, 1925
- Jørgen H. P. Barfod: 19. Generationer, 1960
- Jørgen H. P. Barfod: Barfod-Sagaen, 1992
- Slægtsforeningen Barfod-Barfoed
- Stamtavle over Barfodslægten
- Hans Peter Barfod på Dansk Forfatterleksikon
- Ole Jespersens artikel om Hans Peter Barfod Arkiveret 16. december 2022 hos  Wayback Machine
- Hans Peter Barfods selvbiografi 1878
- Transskriberet version af Hans Peter Barfods selvbiografi 1878